# Miquel Saborit
Miquel Saborit (segle xviii-?) fou un músic i compositor escolà de la catedral de Vic l'any 1763.

## Obra
- Missa per a 8 veus
- Motet O sacrum convivium[2]